# Zuckerbahnen in Taiwan

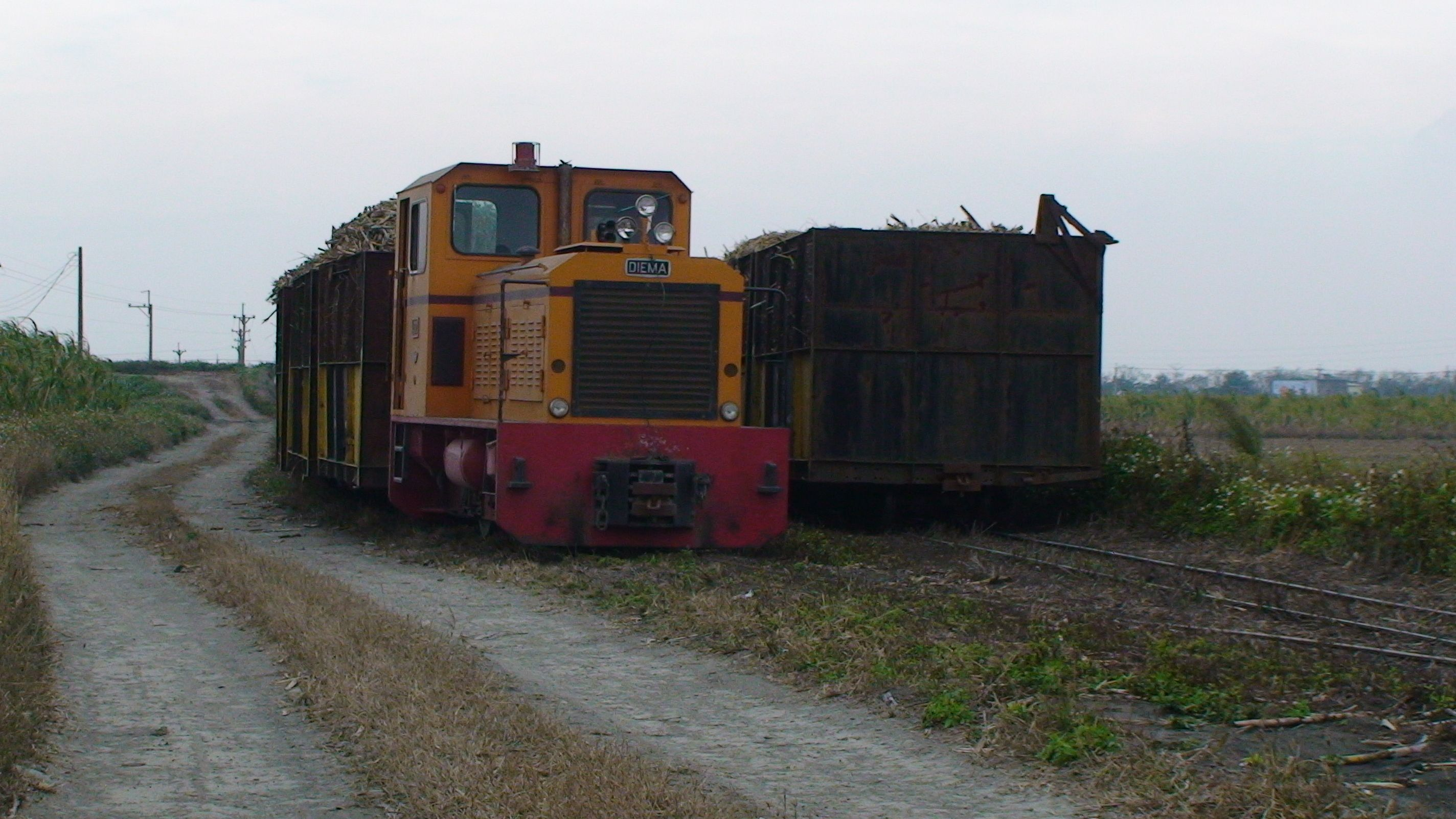
Zug mit Diema-Diesellok nahe Maguang (TuKu)

Die Zuckerbahnen in Taiwan bestanden aus einem ausgedehnten Netz von Schmalspurbahnen mit einer Spurweite von 762 mm (zweieinhalb Fuß). Dieses Netz konzentrierte sich besonders auf den südlichen und zentralen Teil Taiwans. Heute ist noch ein kleiner Teil des Netzes in Betrieb. Vielfach wurden auch Dreischienengleise (762 mm und 1067 mm) verlegt, wodurch die Güterzüge von den Zuckerfabriken direkt auf die Hauptstrecken der staatlichen Bahn übergeben werden konnten. Wegen ihrer geringen Spurweite im Vergleich zur Normalspur (1435 mm) wird diese Bahn im taiwanischen Volksmund auch gerne "50%-Bahn" (Fifty percent rail) genannt.
Die Bahnen transportierten das Zuckerrohr von den Feldern zu den Zuckerfabriken; Es gab auch 41 linien für alle Passagiertypen, was einem Streckennetz von 675 Kilometern entspricht.
Die meisten dieser Schmalspurbahnen waren auch mit den Hauptlinien verbunden, so dass teilweise auch ein Personentransfer stattfand. Bis in die 1970er Jahre wurden die Linien von Dampflokomotiven bedient. Danach erfolgte ein Wechsel zum Dieselbetrieb. Zum Einsatz kamen und kommen teilweise noch Diesellokomotiven der deutschen Firma Diema.
Die Zuckerbahnen entstanden überwiegend während der japanischen Besatzungszeit (1895–1945) in den frühen Jahren des 20. Jahrhunderts. Während der Blütezeit verfügte die Meji Sugar Co. Ltd. über ein Schienennetz von über 3000 Kilometern. 2003 war das betriebene Netz nur noch 240 Kilometer lang. Der reguläre Personenverkehr wurde 1982 eingestellt. Seitdem dominiert der Zuckerrohrtransport mit Lkw. 
Vom weltweiten Preisverfall für Zucker waren auch die taiwanischen Zuckerfabriken betroffen, so dass sie nach und nach geschlossen wurden. Nachdem Zucker jahrzehntelang Exportschlager Taiwans war, wurde Zucker zur Importware. Die bestehenden Zuckerfabriken wurden nach und nach geschlossen. Lediglich die Fabriken in Huwei und Tainan sind noch in Betrieb. Hier findet auch heute noch Schienenverkehr statt. Auf der Strecke zwischen der Zuckerfabrik in Huwei und der Stadt Maguang fand auch während der Erntesaison von Dezember bis Mitte April 2015 noch Betrieb statt. Auf der Strecke können im Jahr 2015 die Züge noch ganztägig mit bis zu vier Zugpaaren/Tag beobachtet werden. Eine Einstellung dieser letzten in Betrieb befindlichen Strecke ist derzeit (2024) nicht beabsichtigt.
Einige andere kurze Strecken blieben ebenfalls erhalten und dienen heute touristischen Zwecken.
Die Zuckerfabrik in Xihu war eine der ersten, die die Genehmigung für den Betrieb von Tourismuszügen erhielt. Die Züge fahren heute auf einer Reststrecke von rund sieben Kilometern durch Fabrikgelände und Felder. Inzwischen ist Xihu an den Wochenenden zu einem beliebten Ausflugsziel mit Fahrbetrieb geworden.

## Bilder

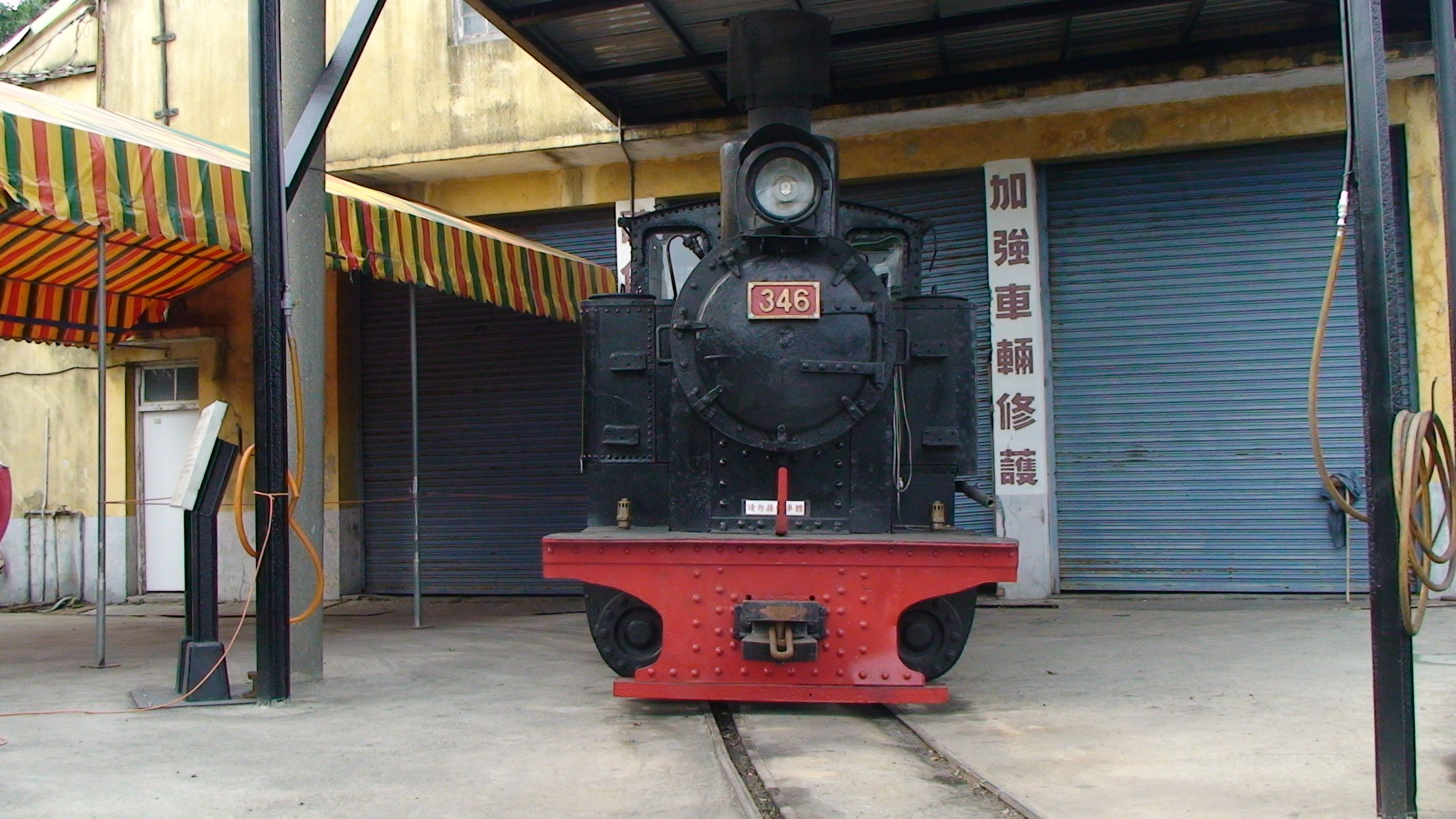
Dampflok SL 346 (gebaut in Tubize) der Zuckerfabrik in Xihu
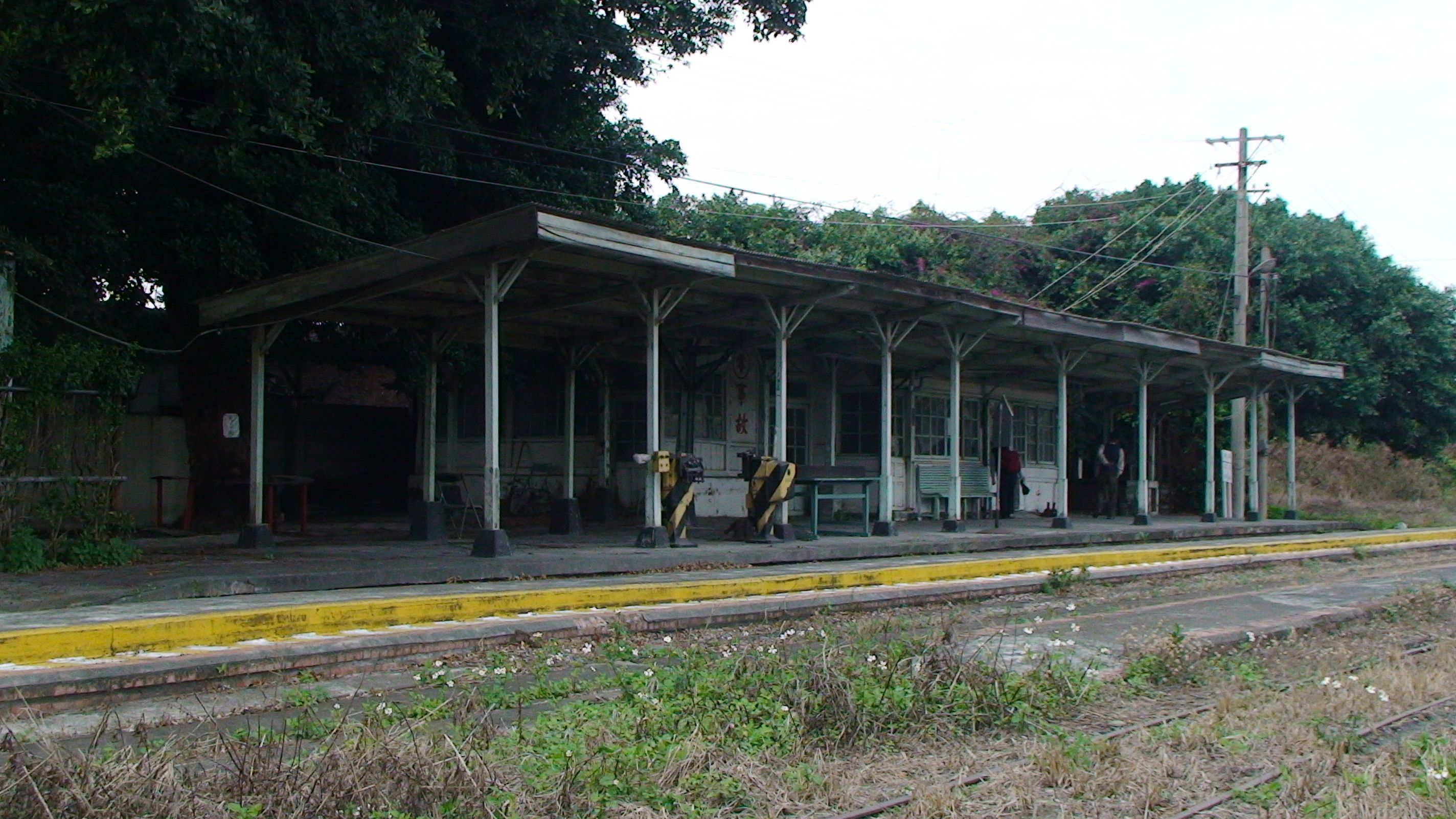
Ehemaliges Stationsgebäude der Zuckerfabrik in Xihu
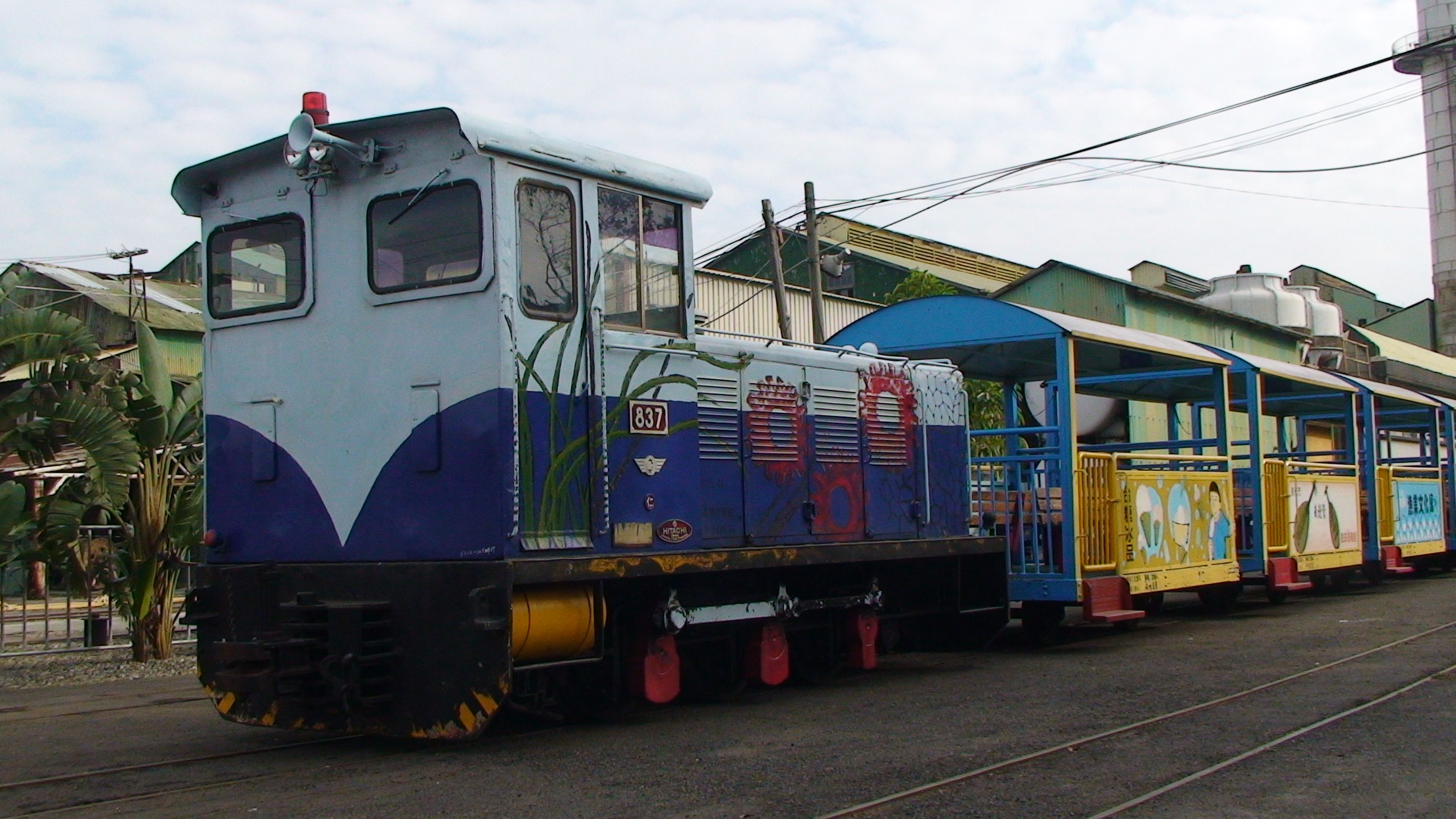
Touristikzug der Zuckerfabrik in Xihu
Verladestation für Zuckerrohr bei Maguang (TuKu)
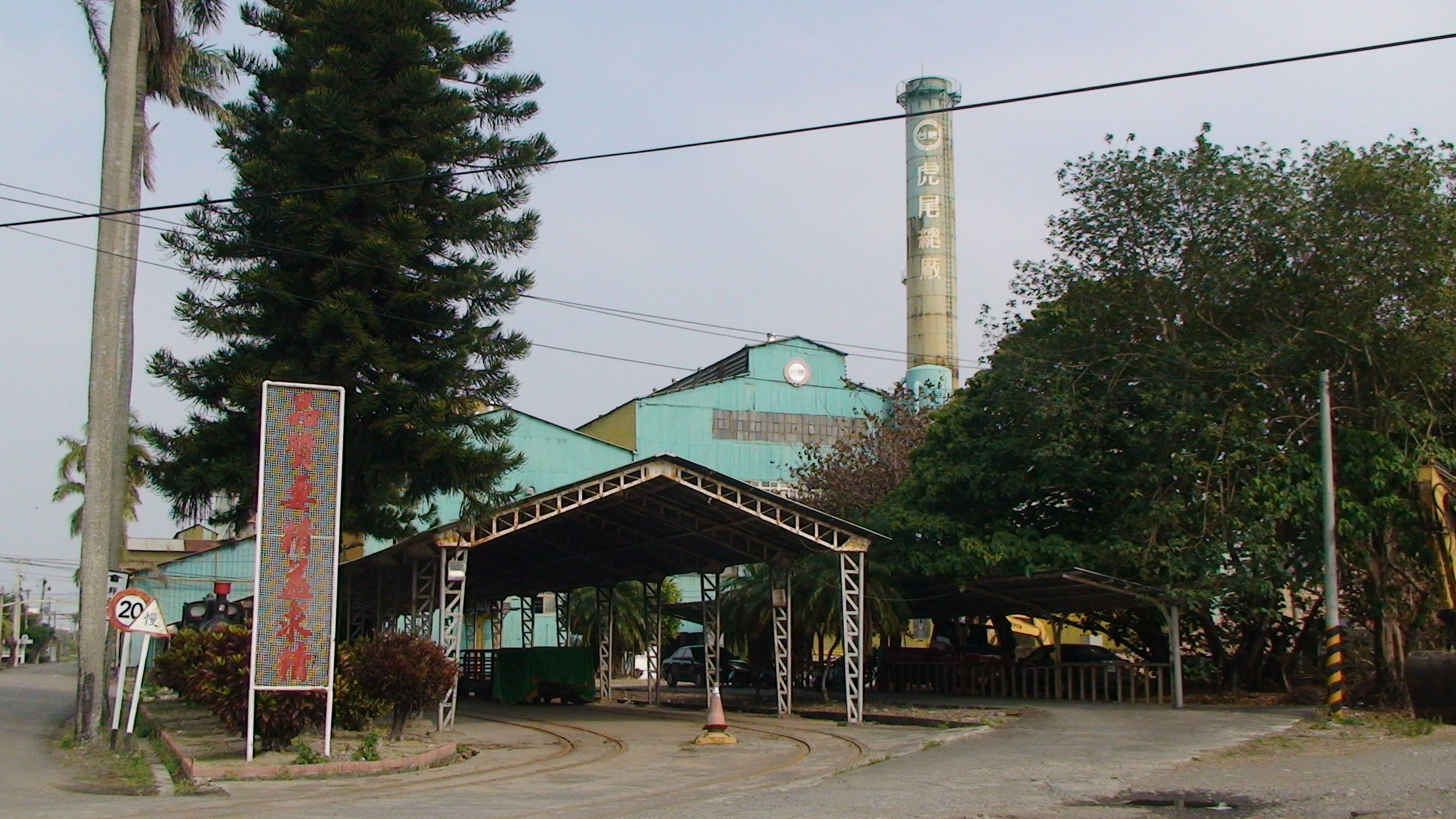
Zuckerfabrik in Huwei
Trasse zur Zuckerfabrik durch Huwei